# ماری و گل جادوگر
ماری و گل جادوگر (ژاپنی: メアリと魔女の花 هپبورن: Meari to Majo no Hana) انیمیشنی ژاپنی در ژانر فانتزی به کارگردانی هیروماسا یونه‌بایاشی است که در سال ۲۰۱۷ منتشر شد. از صداپیشگان این فیلم می‌توان به هانا سوگیساکی، یوکی آمامی و فومیو کوهیناتا اشاره کرد.

## داستان
دختری به نام مری اسمیت با یک گل عجیب و غریب برخورد می‌کند که قدرت جادویی را به ارمغان می‌آورد و آن را به خانه می‌برد.

## انتشار
ماری و گل جادوگر در ژوئیه ۲۰۱۷ توسط توزیع کننده توهو در سینماها در ژاپن منتشر شد و در ۴۵۸ سالن سینما در سراسر ژاپن روی پرده رفت.
این انیمه تا تاریخ ۱۸ ژانویهٔ ۲۰۱۸ در برخی کشورهای اروپایی، شمال آمریکا و ژاپن در حال اکران خواهد بود و در تاریخ ۱۹ ژانویه ۲۰۱۸ انتشار گستردهٔ خود را آغاز می‌کند.